# .gt
.gt là tên miền quốc gia cấp cao nhất (ccTLD) của Guatemala.

## Các tên miền cấp 2
- .com.gt: Thương mại
- .edu.gt: Giáo dục
- .net.gt: Mạng; đăng ký không giới hạn
- .gob.gt: Cơ quan chính phủ Guatemala
- .org.gt: Tổ chức; đăng ký không giới hạn
- .mil.gt: Quân sự Guatemala
- .ind.gt: Cá nhân